# Karl Friedrich von Steinmetz
Karl Friedrich von Steinmetz (Eisenach, 27 de diciembre de 1796 - Bad Landeck, 2 de agosto de 1877) fue un militar (Generalfeldmarschall) alemán.

## Primeros años y Guerras Napoleónicas
Fue educado en la escuela de cadetes de Stolp en Pomerania de 1807 hasta 1811, en medio de la miseria y la desesperación causada por la ocupación francesa. Con el estallido de la Guerra de liberación, él y su hermano mayor se abrieron paso a través de los puestos franceses hasta Breslau, donde se alistaron en el ejército, su hermano como alférez y Karl como teniente segundo. Tras un intento fallido de ser transferido a los húsares de Blücher, un regimiento por el que sentenía una gran admiración desde que estuvo acuartelado en Stolp, fue enviado con el general Yorck, quien le trató a él y a los demás oficiales de Breslau con frialdad, hasta que Steinmetz le pidió que lo mandara de vuelta con el rey.
Los hermanos tomaron parte en los enfrentamientos más duros de la campaña de 1813: el mayor murió en la batalla de Leipzig y el menor fue herido más de una vez. Durante una breve parada en el Rin mejoró su educación militar y general. En las batallas de Francia ganó la Cruz de Hierro de segunda clase. Tras la paz, entró solo una vez en París, temiendo gastar los 10 ducados que enviaba semestralmente a su madre. Por la misma razón no participó en las juergas de sus compañeros más adinerados.

## Servicio en Prusia

### Carácter y matrimonio

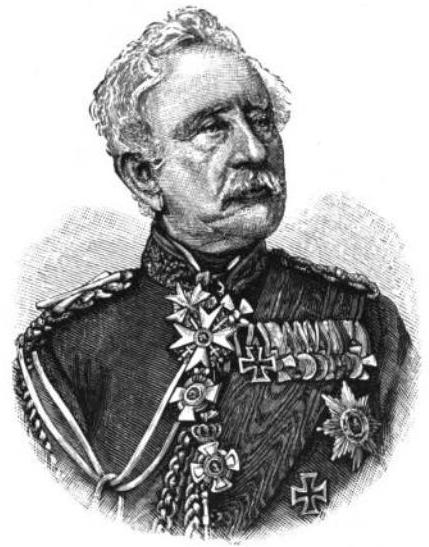
Karl Friedrich von Steinmetz.

Su carencia de excesos en la juventud le ayudó a superar la mala salud y lo convirtió en el hombre vigoroso que fue hasta el final de su carrera militar. Su carácter, al igual que su cuerpo, se endureció gracias a su vida espartana, pero su temperamento estuvo amargado por las circunstancias que impusieron este dominio de sí mismo. Después de las guerras, fue asignado al humilde 2.º batallón de Guardias a pie acuartelado en Berlín.
Siempre estuvo muy dedicado al estudio y a sus deberes profesionales. De 1820 hasta 1824 estudió en la Academia Militar Prusiana en Berlín, graduándose en el curso con matrícula, y fue destinado a la sección topográfica del cuerpo general. El General von Müffling difundió de él que era de estímulo arrogante y resentido, que probablemente era observado con condescendencia, pero que por su capacidad dejaría atrás a sus compañeros. Steinmetz era demasiado pobre para comprar un buen caballo o una casa, y tuvo que vivir en los cuarteles del regimiento. En cualquier caso, su matrimonio con su prima Julie, la hija del Teniente General KKF von Steinmetz (1768-1837), le proporcionó bastante dinero para atenuar su resentimiento. Su suegro fue generoso con la joven pareja, y dio a Karl una recomendación, que le convirtió en capitán del Landwehr en Potsdam. Su comandante de brigada, el General von Röder, era un soldado excelente, y Steinmetz a menudo hablaba del valioso entrenamiento recibido.

### Deber en la guarnición
Desde 1830 su trabajo regimental transcurrió sin incidente en varias guarniciones. En 1829 ascendió a Mayor y era jefe de un batallón en Düsseldorf. Cuando ostentaba este cargo tuvo muchas diferencias con sus superiores, porque era un impulsor del entrenamiento vigoroso para las tropas, en todas las estaciones. Sin embargo, sus relaciones fuera de servicio eran extremadamente cordiales, gracias especialmente a los dones sociales de su esposa.
En 1848, mandó un batallón de la guardia durante los disturbios en Berlín, pero no entró en combate. El mismo año, fue enviado a luchar en la Primera Guerra de Schleswig. Tras la batalla de Schleswig, Wrangel, el comandante en jefe, le dijo que había inclinado la balanza a su favor. Se distinguió también en Düppel, y el Príncipe Guillermo le concedió la medalla Pour le Mérite.
A la vuelta a Alemania, le fue otorgado el difícil mando de las tropas en Brandeburgo durante una convención popular democrática; las tropas eran conocidas por ser partidarias de la revolución. Durante el incidente de Olmtz-Bronnzell de 1850, era gobernador militar de Kassel. En 1851, se hizo coronel comandante de la escuela de cadetes de Berlín, en donde reformó el sistema que prevalecía en la instrucción, cuyos defectos ya había condenado en 1820. A pesar de tener más de cincuenta años aprendió latín e inglés para ser un instructor más competente.

## Oficial General

### 1854-1864
En 1854, tras cuarenta y un años de servicio activo, fue ascendido a mayor general. En Magdeburgo, como en Berlín, su fervor reformista le acarreó muchas enemistades, y en octubre su hijo más pequeño, y el único que había sobrevivido, murió a los veintiséis años, lo que le afectó profundamente. En 1857, fue puesto al mando de una brigada de guardia en Berlín, y de ahí casi inmediatamente le dieron el mando de una división en el I Cuerpo.
A principios de 1858 fue ascendido a teniente general, y durante los cinco años que ostentó este rango se dedicó a la caballería. En 1863, al saber de von Bonin, al que se le había concedido antes el rango pero que era menor tanto en edad como en años de servicio, que debía ser designado al mando del I Cuerpo, pensó en retirarse. En cualquier caso cuando Bonin tomó el puesto, a Steinmetz se le confirió el mando del II Cuerpo. Poco después, el príncipe heredero de Prusia tomó el mando del II Cuerpo y Steinmetz pasó al mando del V Cuerpo acuartelado en Posen. Su mujer murió poco después de esto.

### Guerra austro-prusiana
Fue ascendido a general de infantería en 1864, y lideró los 5 cuerpos en la guerra austro-prusiana de 1866. Sus habilidades y su liderazgo se demostraron en tres batallas acaecidas en tres días consecutivos: la Batalla de Nachod, la Batalla de Skalitz y la de Schweinschädel (véase la Guerra de las Siete Semanas), y se abrió paso entre las montañas a pesar de la derrota de Bonin en Trautenau. En 1867, el "León de Nachod", como era comúnmente conocido, se casó con Elise von Krosigk (quien tras su muerte desposó al Conde de Bruhl). Él era ahora, por primera vez en su vida, un hombre rico, al que se le había asignado una subvención monetaria por sus brillantes servicios en 1866. En ese momento fue elegido miembro del parlamento de la Confederación Alemana del Norte.

### Guerra franco-prusiana
Al estallar la guerra franco-prusiana en 1870, a Steinmtez se le puso al mando de uno de los tres ejércitos que se encontraban en el Rin, los otros estaban liderados por el Príncipe Federico Carlos y el Príncipe heredero. No pasó mucho hasta que el Príncipe Federico Carlos y Steinmetz tuvieron discusiones sobre la táctica a seguir. Steinmetz, amargado por la lucha de toda su vida contra las influencias de la riqueza y la posición, interpretó una orden de despejar las carreteras para el ejército del Príncipe como una tentativa de desplazar al camarada más humilde de los combates, y varios incidentes más incrementaron su resentimiento.
El 6 de agosto llevó el I Ejército al sur de su posición en el Mosela y se dirigió directamente a la población de Spicheren, cortando el paso al Príncipe Federico Carlos de sus unidades de caballería avanzada en este proceso. Se topó con el 2.º Cuerpo francés de Frossard, fortificado entre Spicheren y Forbach y fue capaz de detenerlo hasta que el II Ejército alemán vino en ayuda de sus compatriotas y puso a los franceses en fuga.
Ocho días más tarde de nuevo se encontró con el ejército francés en Borny-Colombey. En la Batalla de Gravelotte perdió el temple y malgastó sus tropas contra una posición francesa superior, causando casi la derrota de los ejércitos prusianos. Después de esto se le hizo cantar el himno nacional, fue relevado del mando y enviado a casa como el gobernador general de los distritos de los cuerpos de ejército V y VI.

## Promoción a Mariscal de Campo y últimos días
En abril de 1871, se retiró por petición propia, pero su gran servicio no fue olvidado. Fue ascendido a mariscal de campo, le otorgaron una pensión de 2000 táleros y fue nombrado miembro de la Cámara Alta. No hizo ningún intento de justificar su conducta en 1870. Su retiro fue tranquilo y feliz, y conservó una buena salud hasta el último momento.
Murió el 2 de agosto de 1877 en Bad Landeck. El 37.º regimiento de fusileros del ejército alemán lleva su nombre.
Véase el suplemento Militär Wochenblatt (1877 y 1878).